# آندری قوکاسیان
آندری سرژیکی قوکاسیان (ارمنی: Անդրեյ Սերժիկի Ղուկասյան زاده ۱۲ اوت ۱۹۸۰) سیاستمدار اهل ارمنستان است که از ۱۰ اکتبر ۲۰۱۸ تا ۱۶ دسامبر ۲۰۲۰ سمت استانداری لوری را برعهده داشت.

## زندگی‌نامه
وی در ۱۲ اوت ۱۹۸۰ در وانادزور به دنیا آمد و از دانشگاه پزشکی دولتی ایروان فارغ‌التحصیل گشت. وی متأهل و صاحب دو فرزند می‌باشد.